# Okuma Kiyoshi
Kiyoshi Okuma (大熊 清 (Đại Hùng Thanh) Okuma Kiyoshi), sinh ngày 21 tháng 6 năm 1964, là một huấn luyện viên và cựu cầu thủ bóng đá người Nhật Bản.

## Sự nghiệp Huấn luyện viên
Kiyoshi Okuma đã dẫn dắt FC Tokyo, Omiya Ardija và Cerezo Osaka.